# NFL Draft 2009

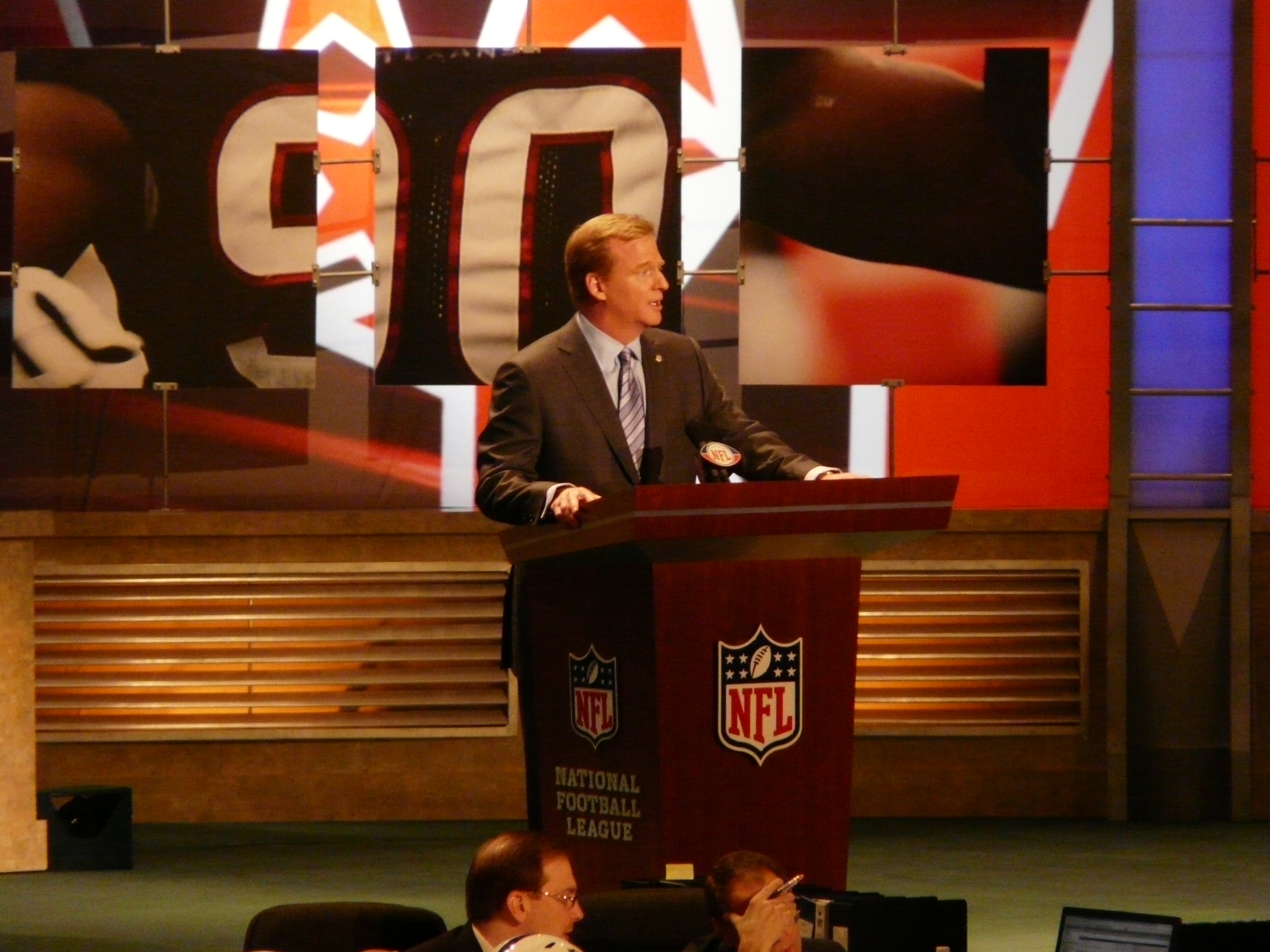
Commissioner Goodell tijdens de 2009 NFL Draft

De NFL Draft is een jaarlijks terugkerend evenement waarin 32 teams uit de Amerikaanse NFL, de nationale American Football League de kans krijgen vers talent dat veelal vanuit de universiteiten afkomt, toe te voegen aan de selectie. De draft duurt 2 dagen en vindt traditiegetrouw plaats achter in de maand april.

## 2009 NFL Draft
Met een 0-16 record gingen de Detroit Lions de 2009 NFL Draft in met de first overall pick. Een dag voor de draft daadwerkelijk van start ging, legden de Lions Quarterback Matthew Stafford van de University of Georgia vast. De dag erop, 25 april, ging de draft dan daadwerkelijk van start
De draft stond in het teken van de Oakland Raiders. Eigenaar Al Davis selecteerden met de seventh overall pick University of Maryland Wide Receiver Darius Heyward-Bey, een speler die door sommige experts als late first round-second round prospect was bestempeld. In de tweede ronde koos de formatie uit Oakland voor Michael Mitchell, een relatief onbekende Safety van Ohio.
Jay Cutler maakte voorafgaande aan de draft de overstap van de Denver Broncos naar de Chicago Bears, in ruil voor de first overall pick van zowel de 2009 als de 2010 NFL Draft, de third round selection in de 2009 NFL Draft en Quarterback Kyle Orton. De Quarterback raakte ontevreden in Denver nadat Head Coach Josh McDaniels gepeild zou hebben van New England Patriots Quarterback Matt Cassel gekost zou moeten hebben, terwijl Cutler de onbetwiste starter was in Denver. Matt Cassel belandde uiteindelijk bij de Kansas City Chiefs.

## First Round
| Pick | Team                                               | Pos  | Speler             | College                      |
| ---- | -------------------------------------------------- | ---- | ------------------ | ---------------------------- |
| #1   | Detroit Lions                                      | QB   | Matthew Stafford   | University of Georgia        |
| #2   | St. Louis Rams                                     | OT   | Jason Smith        | Baylor University            |
| #3   | Kansas City Chiefs                                 | DE   | Tyson Jackson      | LSU                          |
| #4   | Seattle Seahawks                                   | LB   | Aaron Curry        | University of Wake Forest    |
| #5   | New York Jets (van Cleveland)                      | QB   | Mark Sanchez       | USC                          |
| #6   | Cincinnati                                         | OT   | Andre Smith        | University of Alabama        |
| #7   | Oakland Raiders                                    | WR   | Darius Heyward-Bey | University of Mayland        |
| #8   | Jacksonville Jaguars                               | OT   | Eugene Monroe      | University of Virginia       |
| #9   | Green Bay Packers                                  | DT   | B.J. Raji          | Boston College               |
| #10  | San Francisco 49'ers                               | WR   | Michael Crabtree   | Texas Tech University        |
| #11  | Buffalo Bills                                      | DE   | Aaron Maybin       | Penn State University        |
| #12  | Denver Broncos                                     | RB   | Knowshon Moreno    | University of Georgia        |
| #13  | Washington Redskins                                | DE   | Brian Orakpo       | University of Texas          |
| #14  | New Orleans Saints                                 | CB/S | Malcolm Jenkins    | Ohio State University        |
| #15  | Houston Texans                                     | LB   | Brian Cushing      | USC                          |
| #16  | San Diego Chargers                                 | DE   | Larry English      | Northen Illinois             |
| #17  | Buccaneers (van New York Jets, via Cleveland)      | QB   | Josh Freeman       | Kansas State University      |
| #18  | Denver Broncos (van Chicago)                       | DE   | Robert Ayers       | University of Tennessee      |
| #19  | Philadelphia Eagles (van Tampa Bay, via Cleveland) | WR   | Jeremy Maclin      | Missiouri                    |
| #20  | Detroit Lions (van Dallas)                         | TE   | Brandon Pettigrew  | Oklahoma State University    |
| #21  | Cleveland Browns (van Philadelphia)                | C    | Alex Mack          | University of California     |
| #22  | Minnesota Vikings                                  | WR   | Percy Harvin       | University of Florida        |
| #23  | Baltimore Ravens                                   | OT   | Michael Oher       | Ole Miss                     |
| #24  | Atlanta Falcons                                    | DT   | Peria Jerry        | Ole Miss                     |
| #25  | Miami Dolphins                                     | CB   | Vontae Davis       | University of Illionois      |
| #26  | Green Bay Packers (van Baltimore via New England)  | LB   | Clay Matthews      | USC                          |
| #27  | Indianapolis Colts                                 | RB   | Donald Brown       | University of Connecticut    |
| #28  | Buffalo Bills (van Carolina via Philadelphia)      | C    | Eric Wood          | University of Louisville     |
| #29  | New York Giants                                    | WR   | Hakeem Nicks       | University of North Carolina |
| #30  | Tennessee Titans                                   | WR   | Kenny Britt        | Rutgers University           |
| #31  | Arizona Cardinals                                  | RB   | Chris Wells        | Ohio State University        |
| #32  | Pittsburgh Steelers                                | DT   | Evander Hood       | Missouri                     |